# Deuxième bataille de Karamga
Insurrection de Boko Haram
La deuxième bataille de Karamga a lieu le 25 avril 2015 lors de l'insurrection de Boko Haram.

## Déroulement
Le 25 avril 2015 à l'aube, les forces de Boko Haram attaquent l'île de Karamga, située sur le lac Tchad, et tenue par l'armée nigérienne. Le 19 février, l'île avait déjà subi un premier assaut des djihadistes qui avaient été repoussés. Cependant ces derniers engagent cette fois-ci un bien plus grand nombre de combattants, selon des sources militaires de RFI, plusieurs centaines, voire 2 000 djihadistes débarquent sur l'île à motos et à pied. En face, les 120 à 150 soldats de l'armée nigérienne sont pris par surprise et balayés. Les survivants prennent la fuite et abandonnent Karamga. Selon des sources militaires le bilan est très lourd, des dizaines de soldats sont tués ou portés disparus,,.
Après les combats, les djihadistes s'en prennent également aux civils, brûlant les maisons et ouvrant le feu sur les habitants qui tentent de s'enfuir, parfois à la nage. Les hommes de Boko Haram demeurent sur place jusque dans l'après-midi, par la suite des avions et des hélicoptères tchadiens venus de Diffa commencent à pilonner l'île, infligeant des pertes aux djihadistes et les forçant à battre en retraite. L'armée nigérienne aurait ensuite pu reprendre le contrôle des lieux,.

## Les pertes
Aucun bilan officiel n'est initialement communiqué mais selon des sources de l'AFP et de RFI, les pertes sont très lourdes. Une source sécuritaire tchadienne donne un bilan de 48 morts et 36 disparus, un élu du sud-est du Niger fait état de  80 soldats tués et environ 30 disparus, tandis qu'une source proche de l'armée nigérienne donne un bilan de 100 morts et 17 disparus.
Finalement le 28 avril, le ministre nigérien de l'Intérieur donne un bilan de 46 soldats tués, 9 blessés et 32 disparus. Il ajoute également que 28 civils ont été massacrés par les djihadistes qui ont eu de leur côté 156 morts dans les combats.